# タック・スミス&ザ・レストレス・ハーツ
タック・スミス&ザ・レストレス・ハーツ（Tuk Smith & The Restless Hearts）は、アメリカのロックバンド。

## 経歴
ジョージア州アトランタ出身のタック・スミスは、2009年から地元で活動していたバイターズ（Biters）のリーダーで、2018年10月にバンドが無期限の活動停止を宣言すると、活動拠点をテネシー州ナッシュビルに移し、タック・スミス&ザ・レストレス・ハーツを結成する。バンド名はバイターズの曲「Restless Hearts」に由来する。Better Noise Musicと契約し、2020年1月10日にデビューシングル「What Kinda Love」をリリース。同日にはデフ・レパードとモトリー・クルーのスタジアムツアーのオープニングアクトに起用されることが発表されたが、新型コロナウイルスの影響によりツアーはキャンセルとなる。また、レーベルとの契約も終了し、グリーン・デイなどで知られるロブ・キャヴァロをプロデューサーに迎えてレコーディングしていたアルバム『Lookin' for Love, Ready for War』はお蔵入りとなる。
その後、マーティ・フレデリクセンらが主宰する新興レーベルMusic Recording Group（MRG）と契約し、2022年11月にデビューアルバム『Ballad of a Misspent Youth』を米国でリリース。日本では、同アルバムが2023年12月にソニーミュージックよりリリースされ、バンドは『BURRN!』誌の2023年読者人気投票においてBRIGHTEST HOPE（最優秀新人）に選ばれている。

## メンバー

### 現ラインナップ
- タック・スミス（Tuk Smith）- ボーカル、ギター
- トビン・デイル (Tobin Dale) - ギター
- マシュー・カーティス（Matthew Curtis）- ベース
- ナイジェル・デュプリー（Nigel Dupree）- ドラムス

### 旧メンバー
- リッキー・ドーヴァー・ジュニア（Ricky Dover Jr.）- ギター
- シェイン・リカーソン（Shane Rickerson）- ベース

## ディスコグラフィ

### アルバム
- 『しくじった青春のバラッド』- Ballad of a Misspent Youth（2022年）
- 『ならず者の代償』- Rogue to Redemption（2024年）

## 日本公演
- 2024年

9月29日 東京 渋谷クラブクアトロ、30日 大阪 梅田クラブクアトロ